# Episodi di Wu Assassins
La prima stagione della serie televisiva Wu Assassins, composta da 10 episodi, è stata interamente pubblicata a livello internazionale su Netflix l'8 agosto 2019.
| nº | Titolo originale   | Titolo italiano           | Pubblicazione USA | Pubblicazione Italia |
| -- | ------------------ | ------------------------- | ----------------- | -------------------- |
| 1  | Drunken Watermelon | Anguria ubriaca           | 8 agosto 2019     | 8 agosto 2019        |
| 2  | Misspent Youth     | Gioventù bruciata         | 8 agosto 2019     | 8 agosto 2019        |
| 3  | Fire Chicken       | Pollo infuocato           | 8 agosto 2019     | 8 agosto 2019        |
| 4  | A Twisted Snake    | Un serpente inafferrabile | 8 agosto 2019     | 8 agosto 2019        |
| 5  | Codladh Sámh       | Sogni d'oro               | 8 agosto 2019     | 8 agosto 2019        |
| 6  | Gu Assassins       | Gu Assassins              | 8 agosto 2019     | 8 agosto 2019        |
| 7  | Legacy             | L'eredità                 | 8 agosto 2019     | 8 agosto 2019        |
| 8  | Ladies' Night      | Serata tra donne          | 8 agosto 2019     | 8 agosto 2019        |
| 9  | Paths Pt. 1        | Percorsi: Parte 1         | 8 agosto 2019     | 8 agosto 2019        |
| 10 | Paths Pt. 2        | Percorsi: Parte 2         | 8 agosto 2019     | 8 agosto 2019        |